# 王莅
王莅（1555年—1637年），又作王蒞，字季臨，號敬軒、又号均墅，湖廣荊州府石首縣人，明朝政治人物。

## 生平
王莅是萬曆十三年（1585年）的順天鄉試第二十四名舉人，二十三年（1595年）成進士，吏部觀政，二十五年二月獲授浙江杭州府推官，丁母憂歸，二十九年考察調簡，三十二年補南康府推官，三十五年升大理寺右評事，三十八年升工部虞衡司主事，三十九年管宝源局，本年升员外郎，差清江造船，升都水司郎中。四十二年养病，四十四年補原职，四十五年京察，降補两淮運判。天啓三年起補两淮運判，六年升南户部郎中，七年（1627年），他轉為太平知府，在當地建惠民倉方便運送，並清理當地刑獄；崇祯元年致仕，回鄉後接濟貧窮宗族，撫養孤兒。崇祯十年（1637年）正月二十二日逝世。崇祯十二年入祀石首乡贤祠。

## 家族
曾祖王璞，以子王䋊貴封刑科給事中。祖王绳，冠带廪生。父王喬岱，歲贡、县丞，以禮致仕。母江氏。慈侍下。兄王藩，國子生。娶劉氏，继娶白氏。子王启胄。

## 引用
1. 1 2  同治《石首縣志·卷六·人物志》：王莅，號均墅，萬厯乙未進士，任工部主事，以勞遷太平知府，理冤緝姦，建惠民倉於水次以便民之解南糧者。里居多載，給貧撫孤，贍恤宗族。 府志
2. ↑  同治《石首縣志·卷五·選舉志》：（萬曆）十三年乙酉科 解元注起雲 ……王莅 順天中式
3. ↑  《萬曆二十三年乙未科進士履歷》：王蒞，敬軒，書一房，乙丑五月初九日生。石首县人，乙酉二十四名，会试七十九名，三甲二百三十二名。吏部政，丁酉授杭州府推官，丁憂，辛丑考察調簡，甲辰補南康府推官，丁未升大理寺右評事，庚戌升工部虞衡司主事，辛亥管宝源局，本年升员外，辛亥差清江造舡，升都水司郎中，甲寅养病，丙辰補原职，丁巳京察，補两淮運判，癸亥起两淮運判，丙寅升南户部郎中，丁卯升太平知府，戊辰致仕。